# Marche pour l'égalité et contre le racisme
La marche  pour l'égalité et contre le racisme, surnommée « marche des beurs » par les médias, est une marche antiraciste qui s'est déroulée en France du 15 octobre 1983 au 3 décembre 1983. Il s'agit de la première manifestation nationale du genre en France.

## Genèse
Durant l'été 1983, de rudes affrontements opposent policiers et jeunes dans le quartier des Minguettes à Vénissieux, une ZUP dans la banlieue lyonnaise. Pendant les affrontements, Toumi Djaïdja, le jeune président de l'association SOS Avenir Minguettes, est grièvement blessé par un policier et transporté d'urgence à l'hôpital. Incendies de voitures, dégradations urbaines, courses poursuite avec la police, sont à nouveau filmés, largement repris dans la presse,,,,. Outre la blessure subie durant ces évènements, Toumi Djaïdja est également sous le coup, depuis 1982, d'une inculpation pour le braquage d'un supermarché à Saint-Étienne, qu'il nie avoir commis.
L'année 1983 est marquée par des faits divers racistes tragiques dont cinq Maghrébins tués pour motifs racistes selon le Ministère de l'Intérieur, 21 selon les organisations de lutte contre le racisme, comme le jeune Toufik Ouanes, âgé de moins de dix ans.
Le père Christian Delorme — qui juge Toumi Djaïdja injustement accusé et entend le défendre — et le pasteur Jean Costil, de la Cimade, proposent alors aux jeunes des Minguettes une longue marche, qui s'inspirerait des moyens d'action de Martin Luther King et Gandhi. Deux revendications principales émergent : une carte de séjour de dix ans et le droit de vote pour les étrangers. Toutefois, selon un chercheur, « Mogniss Abdallah à Nanterre ou Djida Tazdaït et les militants lyonnais de Zaâma d'banlieue n'étaient guère favorables à une initiative dominée par les animateurs de la Cimade (le père Christian Delorme et le pasteur Costil) qui n'étaient pas « issus de l'immigration ». »,.

## Contexte politique
Le contexte politique est celui des élections municipales partielles à Dreux, où le Front national, jusque-là électoralement marginal, vient de remporter son premier succès avec 16,72 % au premier tour, un an et demi après des cantonales où son candidat Jean-Pierre Stirbois avait déjà fait une percée à 10 % dans le canton de Dreux-Ouest. La liste FN fusionne avec la liste RPR au second tour le 11 septembre 1983, remportant l'élection au détriment de la gauche. Cet événement est très médiatisé à l'époque. À droite, seuls Bernard Stasi et Simone Veil condamnent cette alliance. Le 18 septembre, Jacques Chirac déclare « Je n'aurais pas du tout été gêné de voter au second tour pour la liste [RPR-FN]. Cela n'a aucune espèce d'importance d'avoir quatre pèlerins du FN à Dreux, comparé aux quatre ministres communistes au Conseil des ministres. » L'année suivante, le FN remporte dix sièges aux élections européennes,,,.
Quelques mois plus tôt, en janvier 1983, le Premier ministre socialiste Pierre Mauroy, le ministre socialiste de l'Intérieur Gaston Defferre et le ministre socialiste du Travail Jean Auroux avaient stigmatisé les grévistes CGT de Renault-Billancourt, en majorité des « travailleurs immigrés », en les accusant d'être manipulés par des « intégristes ». Mauroy déclare notamment au Monde du 11 février que les grévistes de Renault « sont agités par des groupes religieux et politiques qui se déterminent en fonction de critères ayant peu à voir avec les réalités sociales françaises ». Le sociologue Abdelmalek Sayad écrit plus tard à ce sujet que « On ne mesure pas assez combien les ouvriers immigrés souffrent du climat de suspicion qui a gagné le travail et dont ils font une douloureuse expérience : des ouvriers pourtant analphabètes ont gardé des coupures de journaux rapportant les commentaires d'hommes politiques dénonçant les grèves des immigrés, laissant entendre qu'ils seraient de connivence avec quelque force étrangère. »,. Le patron du Nouvel Observateur, Jean Daniel, accusa en 1983 le gouvernement socialiste de « nourrir cet anti-islamisme indistinct et de moins en moins honteux que l'on voit refleurir, surtout d'ailleurs, hélas !, dans les couches populaires, en France et en Europe ».

## Première marche
La marche part le 15 octobre 1983, dans une relative indifférence, du quartier de la Cayolle à Marseille - qui venait d'être le théâtre du meurtre raciste d'un enfant de treize ans. 17 personnes, dont 9 issues du quartier de la banlieue lyonnaise des Minguettes composent le cortège, parmi lesquelles Farid Arar, Djamel Atallah, Toumi Djaïdja, Malika Boumédiène, Patrick Henry, Farid Lahoua, Brahim Rezazga, Farouk Sekkai, Toufik Kabouya, Kheira Rahmani, Farid Lakhdar, Abdessatar, dit « Amstar » - tous originaires des Minguettes - ainsi que le pasteur Jean Costil, les prêtres catholiques Christian Delorme et René Pelletier, Fatima Mehallel, Marie-Laure Mahé, Didier Platon. La députée PS et ancienne maire de Dreux Françoise Gaspard assiste au départ. Le cortège s'étoffe au fil de la progression, même si, le 31 octobre à Grenoble, il est décidé d'arrêter le nombre de marcheurs permanents à 32. Une seule personne les accueille à Salon-de-Provence, elles sont plus de mille à Lyon. On trouve parmi les « marcheurs » des profils divers, à la fois des jeunes peu politisés, issus des quartiers défavorisés et souvent dénués de formation - ce profil correspondant aux membres de SOS Minguettes - d'autres déjà politisés, parfois issus de familles ayant milité dans le nationalisme algérien ou le syndicalisme, et venant souvent de Lyon ou de la région parisienne. Au-delà des revendications précises sur les cartes de séjour et le droit de vote, les participants entendent dénoncer le racisme en général, mais aussi plus particulièrement les crimes racistes souvent impunis, ainsi que les brutalités policières dont font l'objet les Maghrébins ; plus largement, ils visent à poser la question de la place, dans la société française, des Français issus de l'immigration,.
À Strasbourg, la Secrétaire d'État à la Famille, à la Population et aux Travailleurs immigrés, Georgina Dufoix, se joint au cortège local. Elle joue le rôle important de relais des Marcheurs auprès du Président de la République. Lors de l'arrivée à Paris ce sont une quarantaine de jeunes qui portent l'étiquette « Marcheurs permanents », au terme de 1 500 km et un mois et demi de marche. La marche est marquée par la nouvelle de l'assassinat d'Habib Grimzi, jeté du train Bordeaux-Vintimille par trois candidats-légionnaires.
Relayé par les médias, le mouvement prend de l'ampleur : Libération le surnomme « marche des Beurs », contribuant à populariser ce mot qui entre dans les dictionnaires l'année suivante. Les partis politiques de gauche et les associations appellent leurs militants. À Paris le 3 décembre, la marche s'achève par un défilé réunissant plus de 100 000 personnes,. L'ensemble de la presse fait sa une sur l'évènement, à l'instar de Libération qui titre en une « Paris sur "beur" »,,. Une délégation rencontre le président de la République François Mitterrand qui promet alors une carte de séjour et de travail valable pour dix ans, une loi contre les crimes racistes et un projet sur le vote des étrangers aux élections locales.
La marche de 1983 ne débouche cependant pas sur la création d'un mouvement cohérent, les différents collectifs apparus dans son sillage étant rapidement très divisés. Aucun leader qui aurait pu porter le mouvement n'émerge : Toumi Djaïdja, l'un des organisateurs les plus médiatisés de la marche, est condamné en 1984 pour le braquage de 1982, qu'il nie toujours avoir commis. Bien que gracié la même année par François Mitterrand, il cesse tout militantisme après cette condamnation qui lui a, selon ses propres termes, « coupé les jambes ». Un autre organisateur, Djamel Atallah, milite un temps dans le syndicalisme étudiant, mais abandonne ensuite l'engagement politique. Cette absence de structuration du mouvement permet par la suite la récupération de la cause antiraciste par des milieux proches du Parti socialiste,,,,,.

## Marches suivantes
En 1984, une seconde marche est organisée par  « Convergence 1984 », un collectif issu de la manifestation de 1983. Cette « marche », qui est en fait pour l'essentiel effectuée à mobylette, utilise le slogan « La France, c'est comme une mobylette, pour avancer, il lui faut du mélange ». Contrairement au mouvement de 1983, celui de 1984 présente une nette tonalité d'extrême gauche. Il ne se limite d'ailleurs plus aux seuls Beurs, Convergence 1984 fédérant également des associations d'Africains, d'Asiatiques, d'Antillais ou de Portugais (le concours de ces derniers a d'ailleurs été crucial pour organiser la marche). Cette seconde marche est soutenue activement par la presse, en particulier les quotidiens Le Monde, Libération et Le Matin : elle arrive à Paris le 1er décembre, et se conclut par une manifestation qui réunit environ 30 000 personnes, soit moins que l'année précédente. Durant son discours à la fin de la manifestation, la porte-parole de Convergence 1984, Farida Belghoul, fustige les « faux anti-racistes » de la gauche modérée, à qui elle reproche leur « paternalisme » : ses positions, contestées par d'autres militants de Convergence 1984, contribuent à faire se déliter le mouvement, qui souffre également de son absence de discours clair. Au moment même de la manifestation clôturant la marche de 1984, des militants de SOS Racisme, alors tout juste formé, sont là pour faire la promotion de leur mouvement,,.
Une autre marche, européenne cette fois et organisée par SOS Racisme, part de Bruxelles le 28 juillet 1985,,.
Une « troisième marche » (que l'on peut diviser en deux, ce qui fait donc quatre marches) a lieu pour fêter l'anniversaire de celles de 1983 et 1984 : du 20 octobre 1985 au 30 novembre 1985 (collectif beur : France Plus/Arezki Dahmani, le CAIF, Radio Beur, le CMDTI, Radio Soleil et Beurs ici et maintenant, soutenu par le MRAP et la FASTI) ; de Bordeaux à Paris (Barbès et Palais-Royal) et du 20 octobre 1985 au 7 décembre 1985 ; de Bordeaux à Paris (Bastille à rue de Rivoli direction la Concorde, concert au Palais-Royal),.

## Création de SOS Racisme et marginalisation du mouvement «beur»
Alors que les pouvoirs publics soutiennent financièrement l'organisation des marches et les assises des « jeunes issus de l'immigration » (à travers le Fonds d'action sociale pour les travailleurs immigrés et leur famille — FASTIF —, ou encore les subventions de collectivités territoriales), le mouvement beur finit affaibli par ses divergences internes ; l'absence de leader et le manque d'unité politique contribuent alors à empêcher l'émergence d'un mouvement structuré au sein de la communauté maghrébine, facilitant la récupération du mouvement antiraciste par SOS Racisme : plusieurs leaders des deux premières marches, Toumi Djaïdja, Djamel Attalah et Farida Belghoul, ont dénoncé la récupération du mouvement par cette association proche du Parti socialiste, cofondée par le cadre du PS Julien Dray, qui occupe ensuite le terrain militant dans les années 1980, au détriment des « marcheurs »,,. Aucune figure des marches de 1983 et 1984 n'est d'ailleurs présente dans la direction de cette association. Dans son livre Histoire secrète de SOS Racisme, Serge Malik dénonce une marginalisation des beurs au sein de l'association, au profit de militants proches du PS et de l'Union des étudiants juifs de France.
Selon la réalisatrice Samia Chala, auteure d'un documentaire sur la Marche intitulé Les marcheurs, chronique des années beurs, l'Élysée comme l'UEJF se seraient inquiétés des keffiehs palestiniens portés par une partie des marcheurs. Christian Delorme affirme également que des organisations juives ont craint qu’un mouvement antiraciste puisse se développer avec une sensibilité pro-palestinienne et anti-Israël,.
Djamel Attalah déplore que les acteurs de la marche soient retombés dans l'oubli, jusqu'à la sortie en 2013 du film de Nabil Ben Yadir La Marche qui relate librement leur histoire. Il dresse, avec trente ans de recul, un bilan amer de la marche, jugeant que le mouvement n'a « pas vraiment » atteint ses objectifs. Si la marche a bien contribué à faire prendre conscience des brutalités policières et à faire reculer celles-ci, comme à donner aux Beurs une « reconnaissance citoyenne », elle a par contre échoué en ce qui concerne ses revendications pour l'égalité et pour le vivre-ensemble. L'ancien organisateur de la marche souligne ainsi que la ghettoïsation a progressé en France et que, si une « petite classe moyenne maghrébine a émergé », l'exclusion sociale a persisté : il cite en exemple « la quasi-totalité » de ceux qu'il a côtoyés durant la marche de 1983 et qui « sont aujourd'hui complètement cabossés : pas de travail, pas de formation, au RSA, certains dans l'alcool... Personne n'a fait attention à eux. Ils ont été les stars d'un soir, puis sont rentrés chez eux et c'était fini »,,.

## Postérité
En 2013, peu avant la sortie du film La Marche, qui raconte de manière romancée l'histoire du mouvement, Maxime Musqua, chroniqueur pour le Petit Journal de Canal+, entame une marche de Vénissieux à Paris en suivant l'itinéraire de la marche de 1983. Il réalise à cette occasion plusieurs duplex depuis les villes-étapes. Plusieurs personnalités y participeront (tel Jamel Debbouze, l'un des interprètes du film) ou déclareront leur soutien (telle Christiane Taubira).
Pour le quarantième anniversaire de la Marche, une fresque monumentale peinte par le street artiste Ernesto Novo est dévoilée à La Courneuve le 2 décembre 2023 en présence notamment de Toumi Djaïdja.

### À Marseille
Le quarantième anniversaire de la Marche est commémoré par une série de manifestations dont le coup d'envoi et donné le 15 octobre 2023 sur le parvis de l'hôtel de ville : une exposition au Musée d'histoire de Marseille organisée et conçue par le collectif Mémoires en marche, des conférences, des débats, des pièces de théâtre et des projections de documentaires.
En octobre 2023 le journal d'information en ligne Marsactu consacre un dossier aux quarante ans de la Marche :
- Photos, tracts et affiches entrent au musée[52],
- La mort de Lahouari Ben Mohamed dans tous les esprits[53],
- Des vies d’engagement et de désillusions[54].

Une avenue du 14ᵉ arrondissement (ancienne avenue Ansaldi) devint Avenue de la Marche pour l'égalité et contre le racisme. Cette nouvelle dénomination est votée lors du conseil municipal du 20 septembre 2024 « pour mettre en lumière celles et ceux qui se sont battus il y a 40 ans et rappeler le lien profond qui unit Marseille avec les valeurs de solidarité, de paix et de vivre-ensemble ». Elle est inaugurée le 29 novembre 2024 par des élus de la Ville, des militants associatifs, dont des anciens de la Marche, et des habitants de la Cité de Flamants voisine de l'avenue et traversée alors par la Marche,.

#### Livres
- Saïd Bouamama (préf. Mogniss H. Abdallah), Dix ans de marche des Beurs : Chronique d'un mouvement avorté, Paris, Desclée de Brouwer, coll. « Épi-habiter », 1994, 232 p. (ISBN 2-220-03545-X)
- Bouzid, La Marche : Traversée de la France profonde, Paris, Sindbad, coll. « Les grands documents de Sindbad », 1984, 158 p. (ISBN 2-7274-0100-0)
- Abdellali Hajjat, La Marche pour l'égalité et contre le racisme, Paris, Éditions Amsterdam, 2013, 261 p.  (ISBN 9782354801335)
- Alec G. Hargreaves, Mark McKinney, Post-colonial cultures in France, Routledge, 1997, 299 p.  (ISBN 9780415144872)
- Nadia Hathroubi-Safsaf, 1983-2013 La Longue Marche pour l'égalité, I-editions.com, 2013, 176 p.  (ISBN 978-2-35930-096-3)
- Adil Jazouli, L’action collective des jeunes maghrébins de France, Paris, CIEMI/L'Harmattan, 1986, 224 p.  (ISBN 9782858026883)
- Michael Augustin, La vraie histoire de la marche des beurs, éditions Bellier, 2013, 310 p.

#### Articles
- Mogniss H. Abdallah, « 1983: La marche pour l’égalité », Plein Droit no 55, décembre 2002
- Claude Askolovitch, « Dossier 1983-2001: histoire d’un gâchis. La trop, trop longue marche des beurs », Le Nouvel Observateur, 1er novembre 2001
- Stéphane Beaud et Olivier Masclet, « Des 'marcheurs' de 1983 aux 'émeutiers' de 2005. Deux générations sociales d’enfants d’immigrés », Annales, no. 4, 2006, p. 809-843.
- Jocelyne Cesari, « De l'immigré au minoritaire : les Maghrébins de France », Revue européenne des migrations internationales, 1994, Vol. 10, Nr. 10-1, p. 109-126
- Olivier Doubre, « La Marche des Beurs, 25 ans après », Libération, 4 décembre 2008
- Kolja Lindner: « 25 Jahre 'Marche des Beurs': Kämpfe der Migration im Frankreich der 1980er Jahren und heute ». In: Peripherie. Zeitschrift für Politik und Ökonomie in der Dritten Welt", no. 114/115, 29e année, vol. 2/2009, p. 304-324.
- Mustapha Saha, « La Marche est un acte historique, une balise dans le remous social », «  », L'Humanité, 16 octobre 2013
- (Rédaction), « Il y a 20 ans, la marche des Beurs », Le Nouvel Observateur, 5 décembre 2003
- Alicia Gomba Aibar, « 1983-2023… Ça marche à travers les âges », Hommes & migrations. Revue française de référence sur les dynamiques migratoires, no 1345,‎ 9 juillet 2024, p. 166–174 (ISSN 1142-852X, DOI 10.4000/120p9, lire en ligne, consulté le 17 juillet 2024).
- Justine Bergounhon et Hédia Yelles, « De l’inventaire à la patrimonialisation d’une histoire vivante », Hommes & migrations. Revue française de référence sur les dynamiques migratoires, no 1345,‎ 9 juillet 2024, p. 110–121 (ISSN 1142-852X, DOI 10.4000/120p8, lire en ligne, consulté le 17 juillet 2024).
- Christian Delorme, « La mémoire ténue mais tenace de la Marche pour l’égalité de 1983 », Hommes & migrations. Revue française de référence sur les dynamiques migratoires, no 1345,‎ 9 juillet 2024, p. 176–182 (ISSN 1142-852X, DOI 10.4000/120pa, lire en ligne, consulté le 17 juillet 2024).
- Amadou Gaye, Mogniss H. Abdallah et Anne Volery, « Regard de photographe sur la Marche de 1983 : entretien avec Amadou Gaye », Hommes & migrations. Revue française de référence sur les dynamiques migratoires, no 1345,‎ 9 juillet 2024, p. 183–190 (ISSN 1142-852X, DOI 10.4000/120pb, lire en ligne, consulté le 17 juillet 2024).

### Filmographie
- Douce France, la saga du mouvement "beur" (documentaire) de  Mogniss H. Abdallah et Ken Fero, agence IM'média - Migrant Media, 1993, 1h27.
- La Marche (film de fiction) de Nabil Ben Yadir, 2013
- Les marcheurs, chronique des années beurs (documentaire) de Samia Chala, diffusé le 18 novembre 2013 à 22h30 puis le 23 novembre à 22h sur Public Sénat et suivi d'un débat avec Benoit Duquesne avec différents protagonistes de l'époque.
- En 2014, deux documentaire ont été réalisés sur ce sujet : un sur France 2 dans Infrarouge (en deux parties),  Français d'origine contrôlée, diffusé le 4 février 2014[58], et un autre dans le cadre de la LICRA, La Marche d'après, diffusé le 22 mars 2014[59].
- Les Marches de la liberté un documentaire écrit et réalisé par Rokhaya Diallo en 2013